# Grand Prix automobile d'Italie 1998
GP précédent GP suivant
Le Grand Prix automobile d'Italie 1998 (Gran Premio Campari d'Italia 1998), disputé sur le circuit de Monza le 13 septembre 1998, est la 628e épreuve de l'histoire du championnat du monde de Formule 1 courue depuis 1950 et la quatorzième manche du championnat 1998.

## Classement

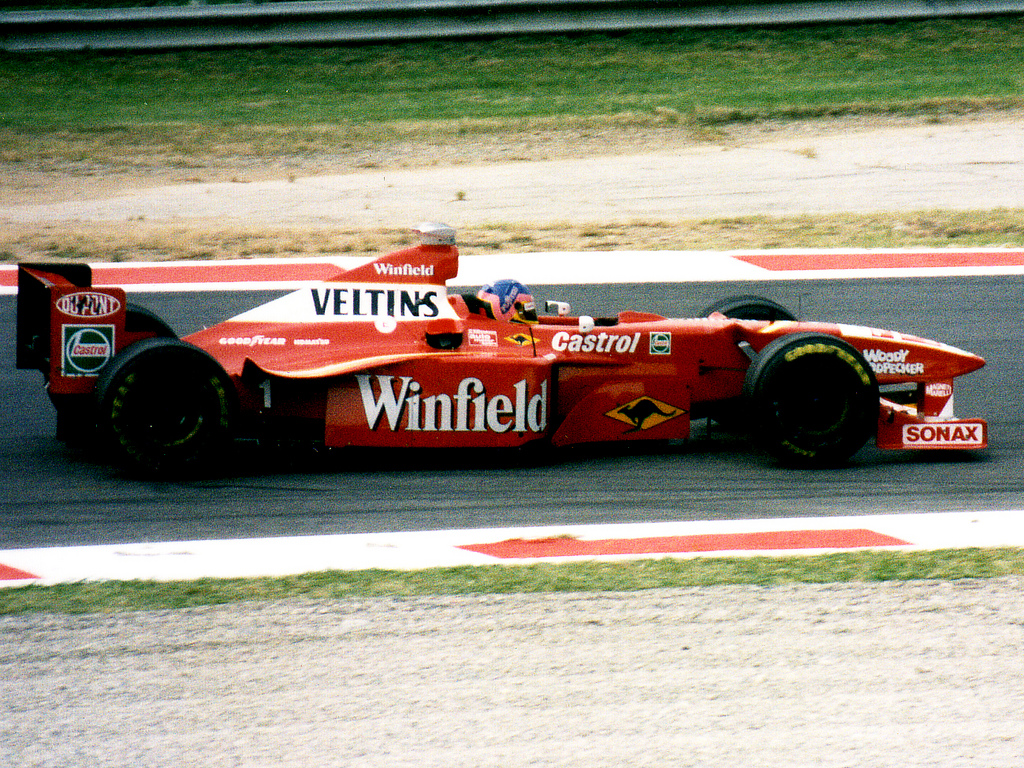
Jacques Villeneuve sur Williams au GP d'Italie 1998.

| Pos. | No | Pilote                | Écurie              | Tours | Temps/Abandon                      | Grille | Points |
| ---- | -- | --------------------- | ------------------- | ----- | ---------------------------------- | ------ | ------ |
| 1    | 3  | Michael Schumacher    | Ferrari             | 53    | 1 h 17 min 09 s 672 (237,796 km/h) | 1      | 10     |
| 2    | 4  | Eddie Irvine          | Ferrari             | 53    | + 37 s 977                         | 5      | 6      |
| 3    | 10 | Ralf Schumacher       | Jordan-Mugen-Honda  | 53    | + 41 s 152                         | 6      | 4      |
| 4    | 8  | Mika Häkkinen         | McLaren-Mercedes    | 53    | + 55 s 671                         | 3      | 3      |
| 5    | 14 | Jean Alesi            | Sauber-Petronas     | 53    | + 1 min 01 s 872                   | 8      | 2      |
| 6    | 9  | Damon Hill            | Jordan-Mugen-Honda  | 53    | + 1 min 06 s 688                   | 14     | 1      |
| 7    | 2  | Heinz-Harald Frentzen | Williams-Mecachrome | 52    | + 1 tour                           | 12     |        |
| 8    | 5  | Giancarlo Fisichella  | Benetton-Playlife   | 52    | + 1 tour                           | 11     |        |
| 9    | 21 | Toranosuke Takagi     | Tyrrell-Ford        | 52    | + 1 tour                           | 19     |        |
| 10   | 18 | Rubens Barrichello    | Stewart-Ford        | 52    | + 1 tour                           | 13     |        |
| 11   | 23 | Esteban Tuero         | Minardi-Ford        | 51    | + 2 tours                          | 22     |        |
| 12   | 20 | Ricardo Rosset        | Tyrrell-Ford        | 51    | + 2 tours                          | 18     |        |
| 13   | 12 | Jarno Trulli          | Prost-Peugeot       | 50    | + 3 tours                          | 10     |        |
| Abd. | 19 | Jos Verstappen        | Stewart-Ford        | 39    | Boîte de vitesses                  | 17     |        |
| Abd. | 1  | Jacques Villeneuve    | Williams-Mecachrome | 37    | Sortie de piste                    | 2      |        |
| Abd. | 17 | Mika Salo             | Arrows              | 32    | Accélérateur                       | 16     |        |
| Abd. | 6  | Alexander Wurz        | Benetton-Playlife   | 24    | Boîte de vitesses                  | 7      |        |
| Abd. | 7  | David Coulthard       | McLaren-Mercedes    | 16    | Moteur                             | 4      |        |
| Abd. | 11 | Olivier Panis         | Prost-Peugeot       | 15    | Vibrations                         | 9      |        |
| Abd. | 22 | Shinji Nakano         | Minardi-Ford        | 13    | Moteur                             | 21     |        |
| Abd. | 15 | Johnny Herbert        | Sauber-Petronas     | 12    | Sortie de piste                    | 15     |        |
| Abd. | 16 | Pedro Diniz           | Arrows              | 10    | Sortie de piste                    | 20     |        |

## Pole position et record du tour
- Pole position : Michael Schumacher en 1 min 25 s 289 (vitesse moyenne : 243,548 km/h).
- Meilleur tour en course : Mika Häkkinen en 1 min 25 s 139 au 45e tour (vitesse moyenne : 243,977 km/h).

## Tours en tête
- Mika Häkkinen : 10 (1-7 / 32-34)
- David Coulthard : 9 (8-16)
- Michael Schumacher : 34 (17-31 / 35-53)

## Statistiques
- 33e victoire pour Michael Schumacher.
- 119e victoire pour Ferrari en tant que constructeur.
- 119e victoire pour Ferrari en tant que motoriste.

## Classements généraux à l'issue de la course
| Pos. | Pilote                | Écurie              | Points |
| ---- | --------------------- | ------------------- | ------ |
| 1    | Mika Häkkinen         | McLaren-Mercedes    | 80     |
| 2    | Michael Schumacher    | Ferrari             | 80     |
| 3    | David Coulthard       | McLaren-Mercedes    | 48     |
| 4    | Eddie Irvine          | Ferrari             | 38     |
| 5    | Jacques Villeneuve    | Williams-Mecachrome | 20     |
| 6    | Damon Hill            | Jordan-Mugen-Honda  | 17     |
| 7    | Alexander Wurz        | Benetton-Playlife   | 17     |
| 8    | Giancarlo Fisichella  | Benetton-Playlife   | 15     |
| 9    | Ralf Schumacher       | Jordan-Mugen-Honda  | 14     |
| 10   | Heinz-Harald Frentzen | Williams-Mecachrome | 13     |
| 11   | Jean Alesi            | Sauber-Petronas     | 9      |
| 12   | Rubens Barrichello    | Stewart-Ford        | 4      |
| 13   | Mika Salo             | Arrows              | 3      |
| 14   | Pedro Diniz           | Arrows              | 3      |
| 15   | Johnny Herbert        | Sauber-Petronas     | 1      |
| 16   | Jan Magnussen         | Stewart-Ford        | 1      |
| 17   | Jarno Trulli          | Prost-Peugeot       | 1      |

| Pos. | Écurie              | Points |
| ---- | ------------------- | ------ |
| 1    | McLaren-Mercedes    | 128    |
| 2    | Ferrari             | 118    |
| 3    | Williams-Mecachrome | 33     |
| 4    | Benetton-Playlife   | 32     |
| 5    | Jordan-Mugen-Honda  | 31     |
| 6    | Sauber-Petronas     | 10     |
| 7    | Arrows              | 6      |
| 8    | Stewart-Ford        | 5      |
| 9    | Prost-Peugeot       | 1      |